# حديقة السودان لإنقاذ الحياة البرية
حديقة السودان لإنقاذ الحياة البرية أو مركز السودان لإنقاذ الحياة البرية، هي محمية طبيعية أنشأت ضمن مبادرة غير حكومية أطلقها عدد من المتطوعين وجهات إنقاذ دولية، لحماية الحيوانات البرية النادرة والمهددة بالانقراض في السودان.

## الإنشاء
افتُتحت حديقة السودان لإنقاذ الحياة البرية في يوم 30 كانون الثاني\يناير عام 2021، في منطقة الباقير بولاية الجزيرة التي تبعد 20 كيلو متراً من مدينة الخرطوم، وذلك بحضور السفيرة الهولندية بالخرطوم والسيد عثمان صالح مؤسس المركز.
جاءت فكرة إنشاء الحديقة بعد أن نشر عثمان صالح، المؤسس، صُوَر مجموعة من الأسود التي تعاني قلة الرعاية التقطها في حديقة القرشي بالخرطوم، لجذب الانتباه والتعاطف، وسرعان ما استجابت منظمة نمساوية فأرسلت فريقاً للعناية بالأسود المهددة بالموت.
مساحة الحديقة تقدر بـ 10 فدان
تضم الحديقة 13 أسداً و5 أشبال، و4 ضباع، و4 أنواع من الثعابين (الأصلات)، و2 من الغزلان، 3 وبعض من أنواع السلاحف البرية النادرة بالإضافة للطيور النادرة والنسور، كما أن فكرة المركز لإنقاذ الحياة البرية توسّعت وأصبحت محمية للحيوانات البرية ومركز تكاثر للمحافظة على الحيوانات المعرضة للانقراض، حيث تضم المحمية وحدة طبية وبرنامجاً ترفيهياً للأسر لمدة ثلاث أيام في الأسبوع.

### شُركاء الحديقه
عقدت شراكة بين الحديقة وشرطة الحياة البرية، ودعم من الأفراد ومجهود شخصي لتنفيذ البرنامج. ثمة مجهودات تهدف لإنشاء بحيرة للأسماك والاستزراع السمكي، وتدريب طلاب المدارس والجامعات. ثمة برنامج للتعاون المشترك مع دولة تنزانيا وإدارة الحياة البرية في ولاية الخرطوم.

## الدورات التدريبية
عقدت دورة تدريبية ضمن بروتكول للتعاون المشترك بين المحمية ومنظمة المخالب الأربعة النمساوية، هدفت لتدريب عدد من أفراد شرطة الحياة البرية، وثلاثة من كل جامعة من جامعات الخرطوم، والسودان للعلوم والتكنولوجيا وبحري، إضافة لطالبين اثنين من طلاب كليات البيطرة وأبحاث الحياة البرية وعدد من الأطباء البيطريين.
شملت الدورة إجراء أول عملية جراحية لخياطة فك أسد مصاب، بإشراف فريق يتبع المنظمة النمساوية. كما شهدت الدورة إجراء مراجعات صحية للبوة "كنداكة" التي نقلت من حديقة القرشي وتعافت بعد رعايتها في المحمية.

## أثر الحرب السودانية على الحديقة 2023
إطلاق نداء استغاثة إلى المنظمات الإقليمية والدولية للتدخل العاجل لإنقاذ الحيوانات المفترسة "لأن وقتها ينفد".
وعبّرت منظمة FOUR RAWS عن قلق بالغ على حياة الحيوانات البرية بالخرطوم، وقالت : "وسط الاضطراب في الخرطوم وأصداء المدفعية الثقيلة، فر الملايين من حرب السودان في الأسابيع والأشهر الماضية، لكن أكثر من 30 حيواناً برياً كالأسود والضباع والقطط البرية لا تزال عالقة في مركز السودان لإنقاذ الحيوانات".

## معرض الصور

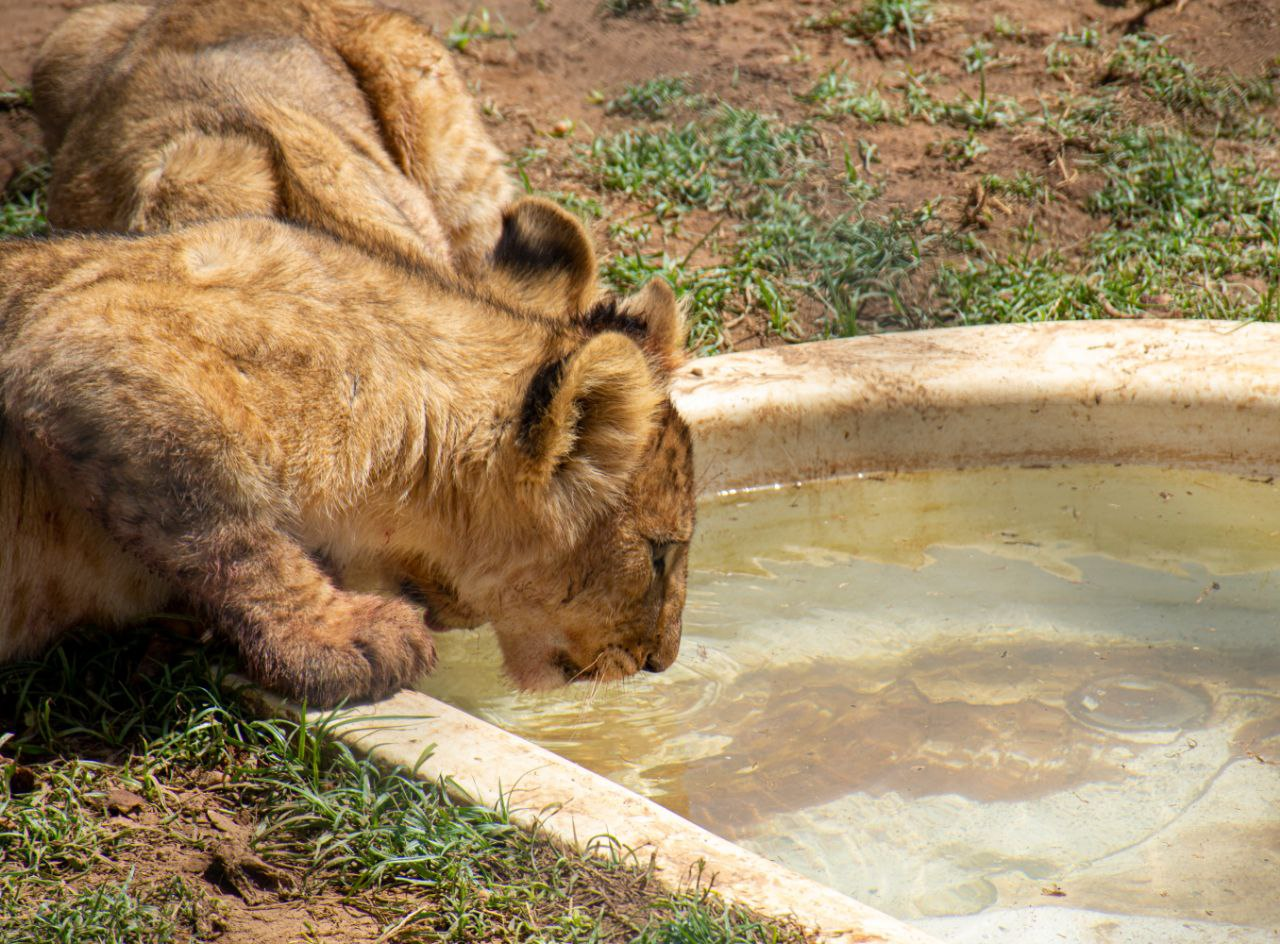
أسد في حديقة السودان
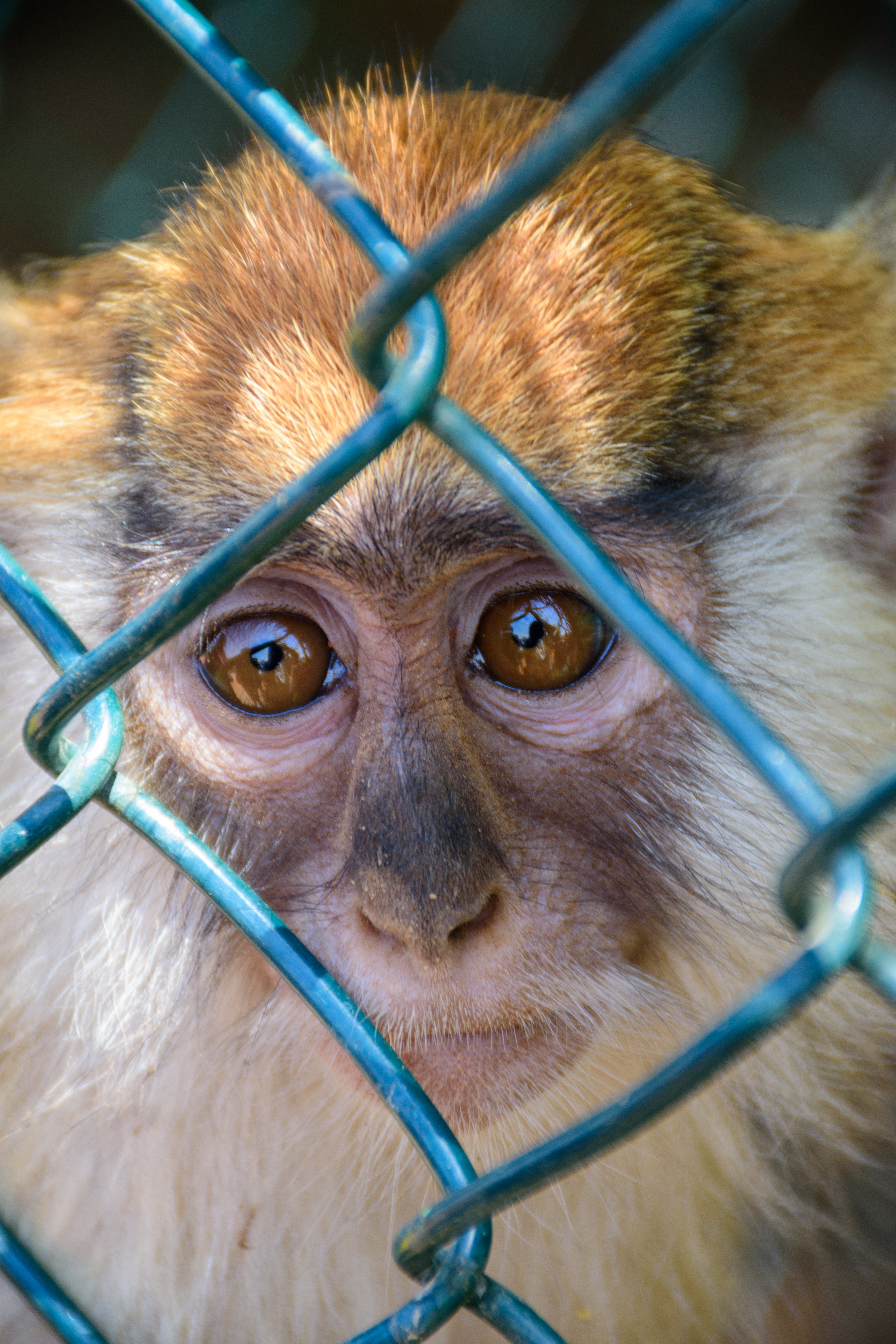
قرد في حديقة السودان
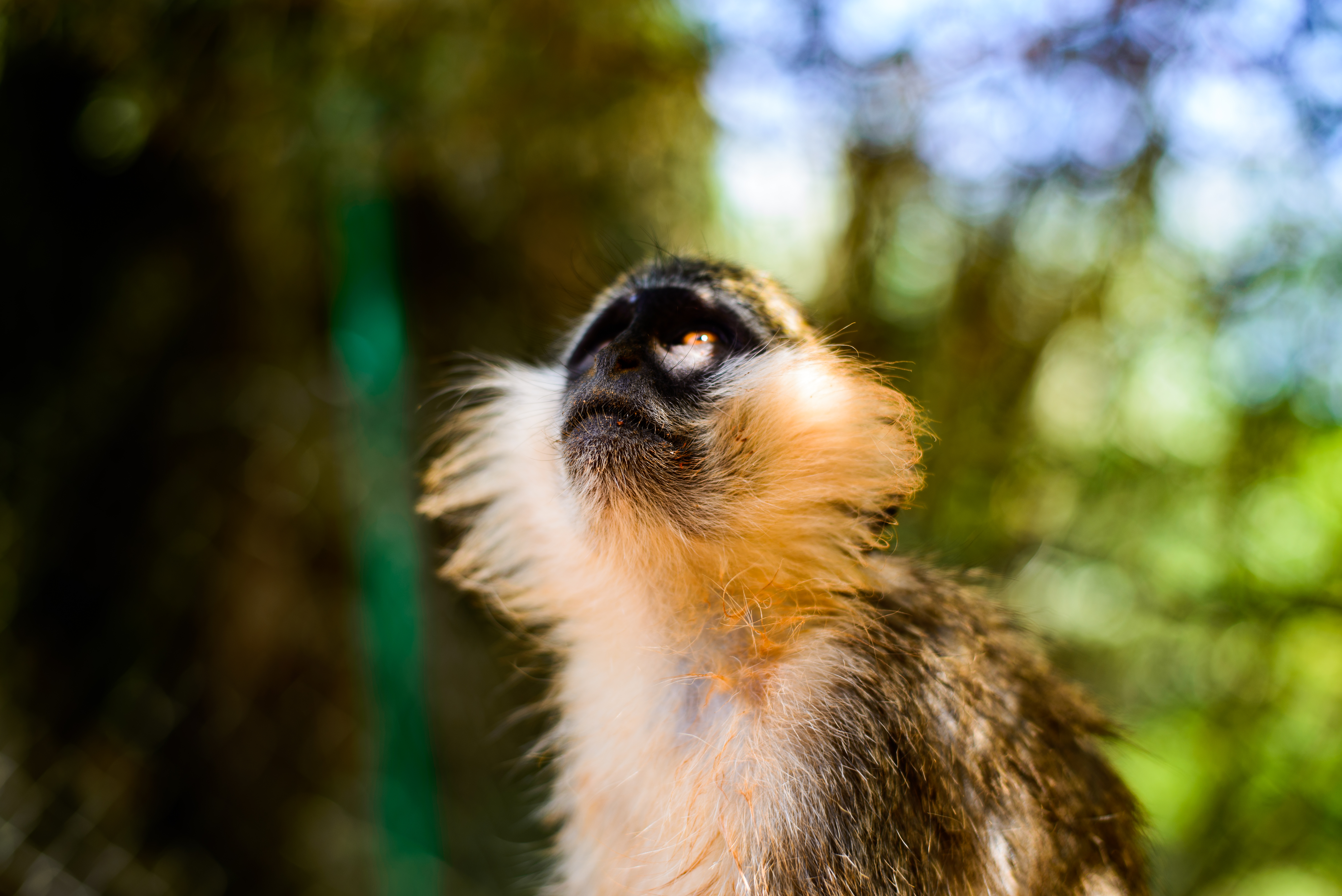
قرد في حديقة السودان
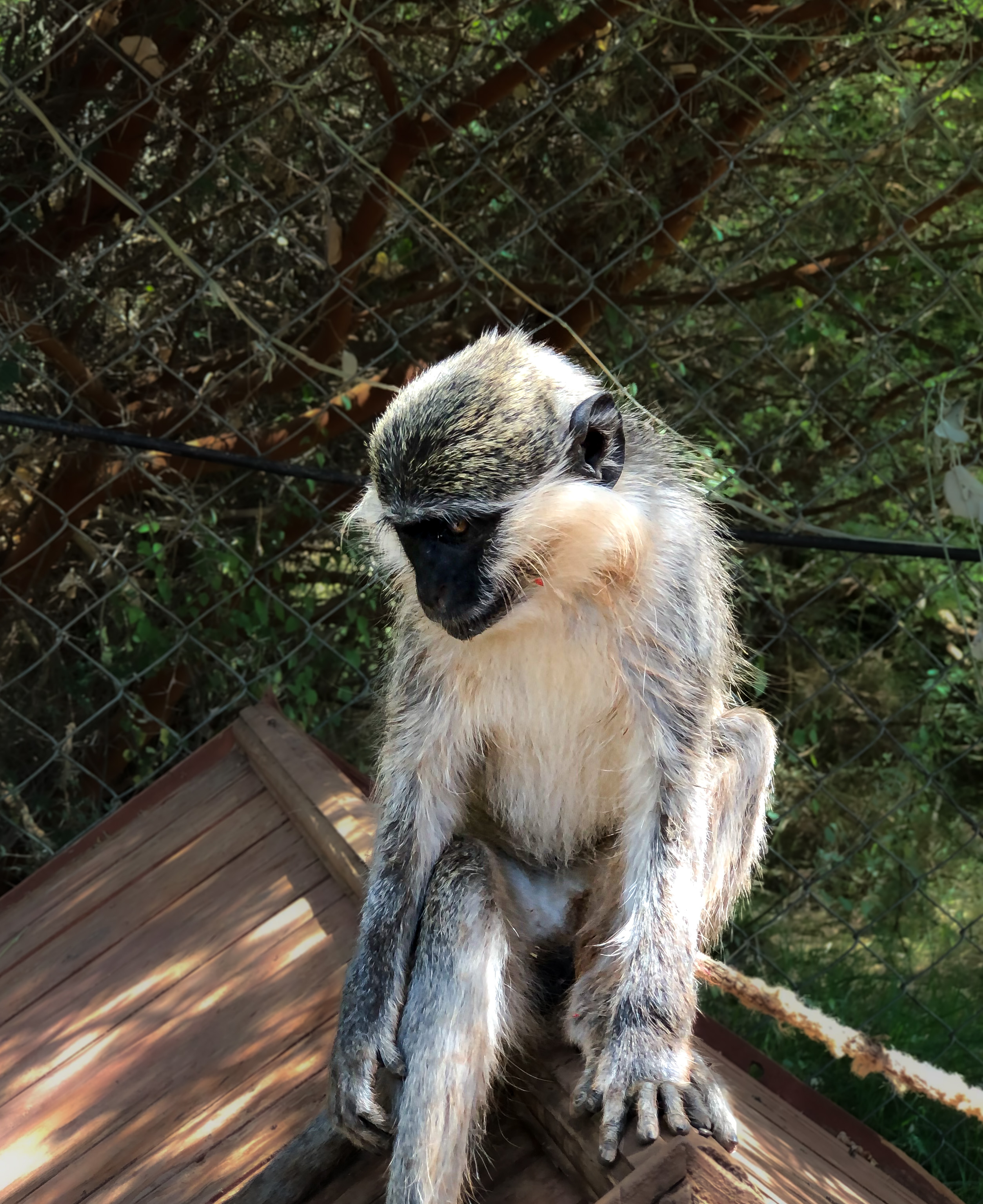
قرد في حديقة السودان
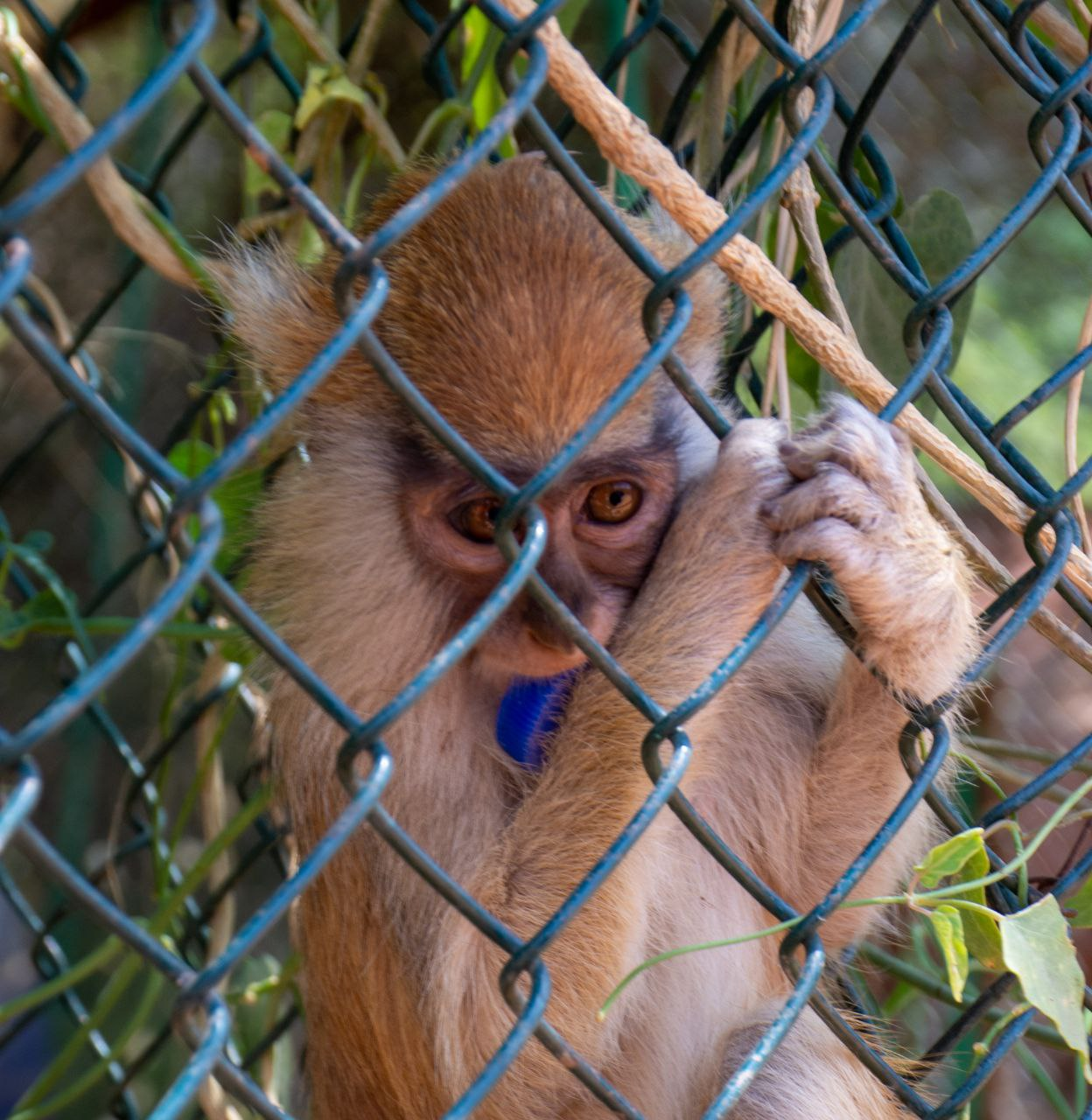
قرد
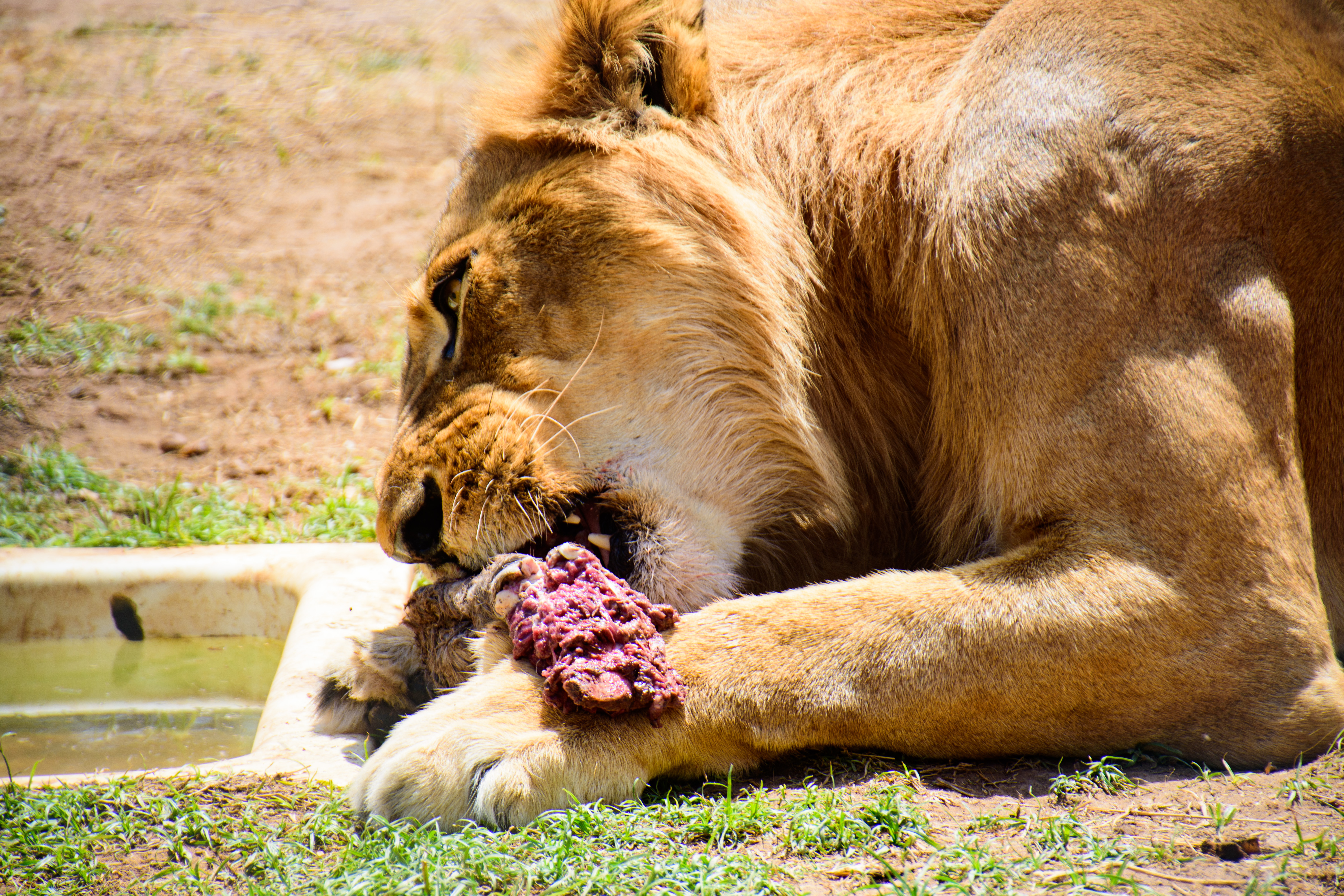
لبوة في حديقة السودان
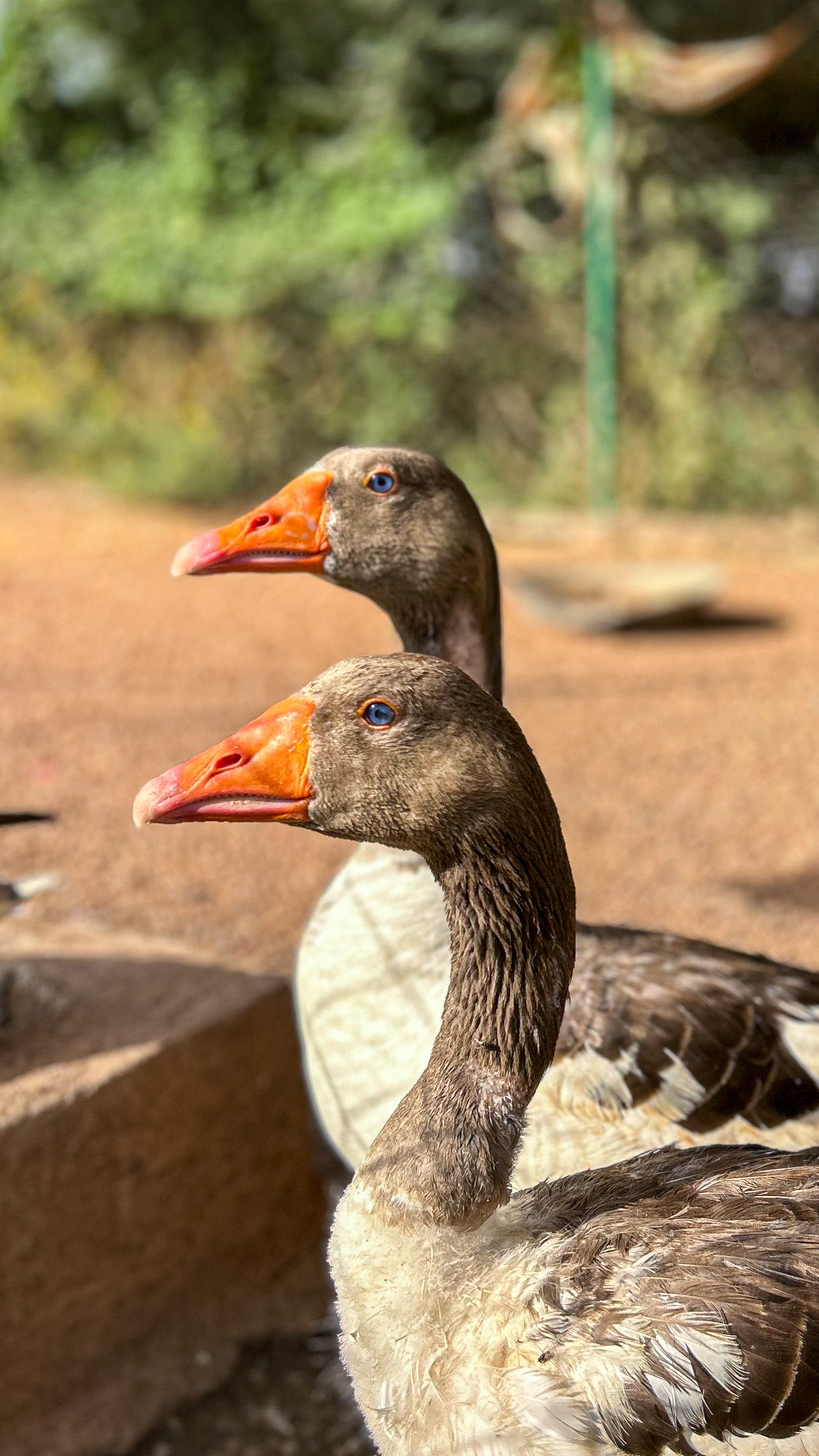
بط في حديقة السودان
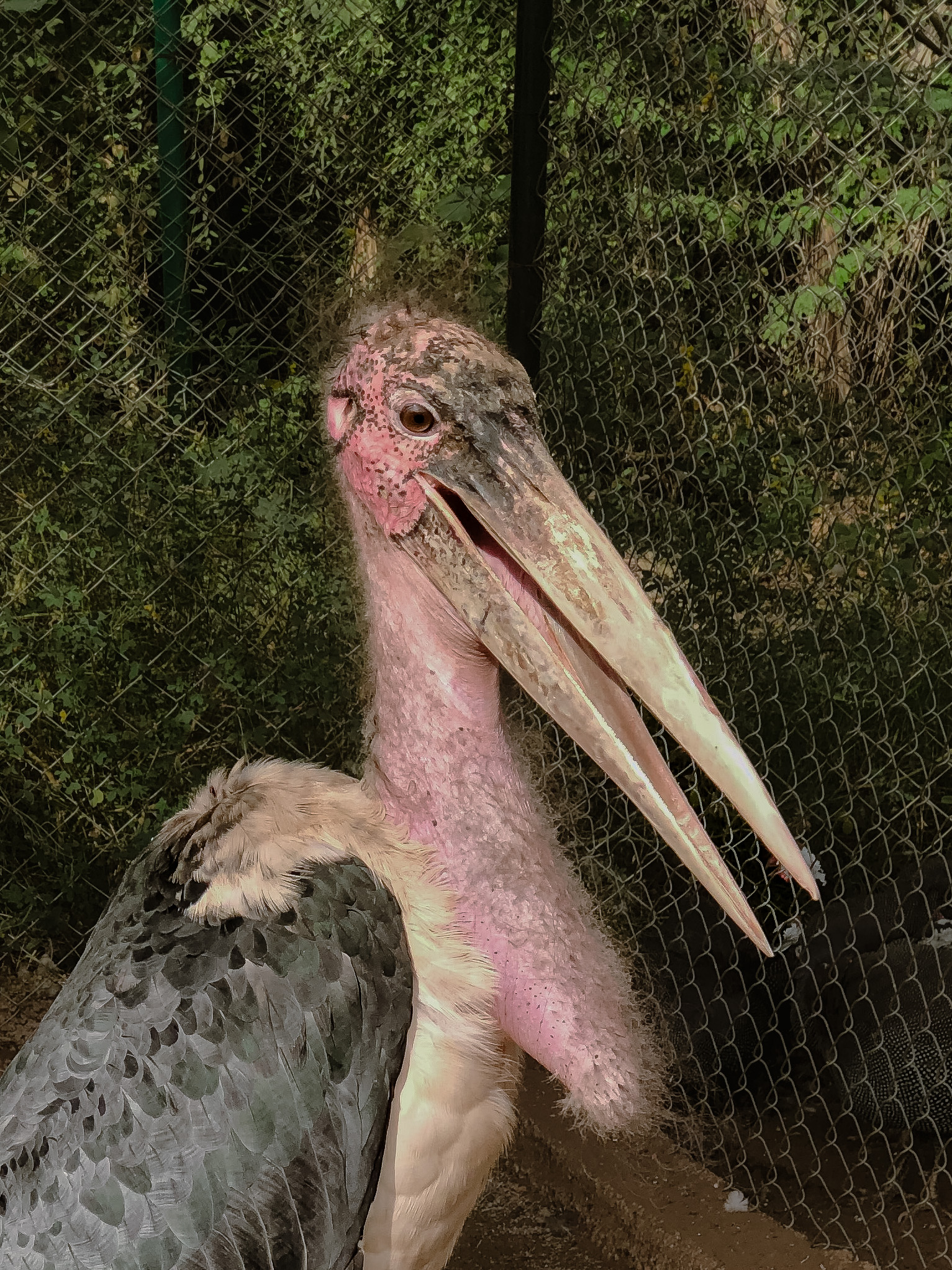
طائر ابو سعن
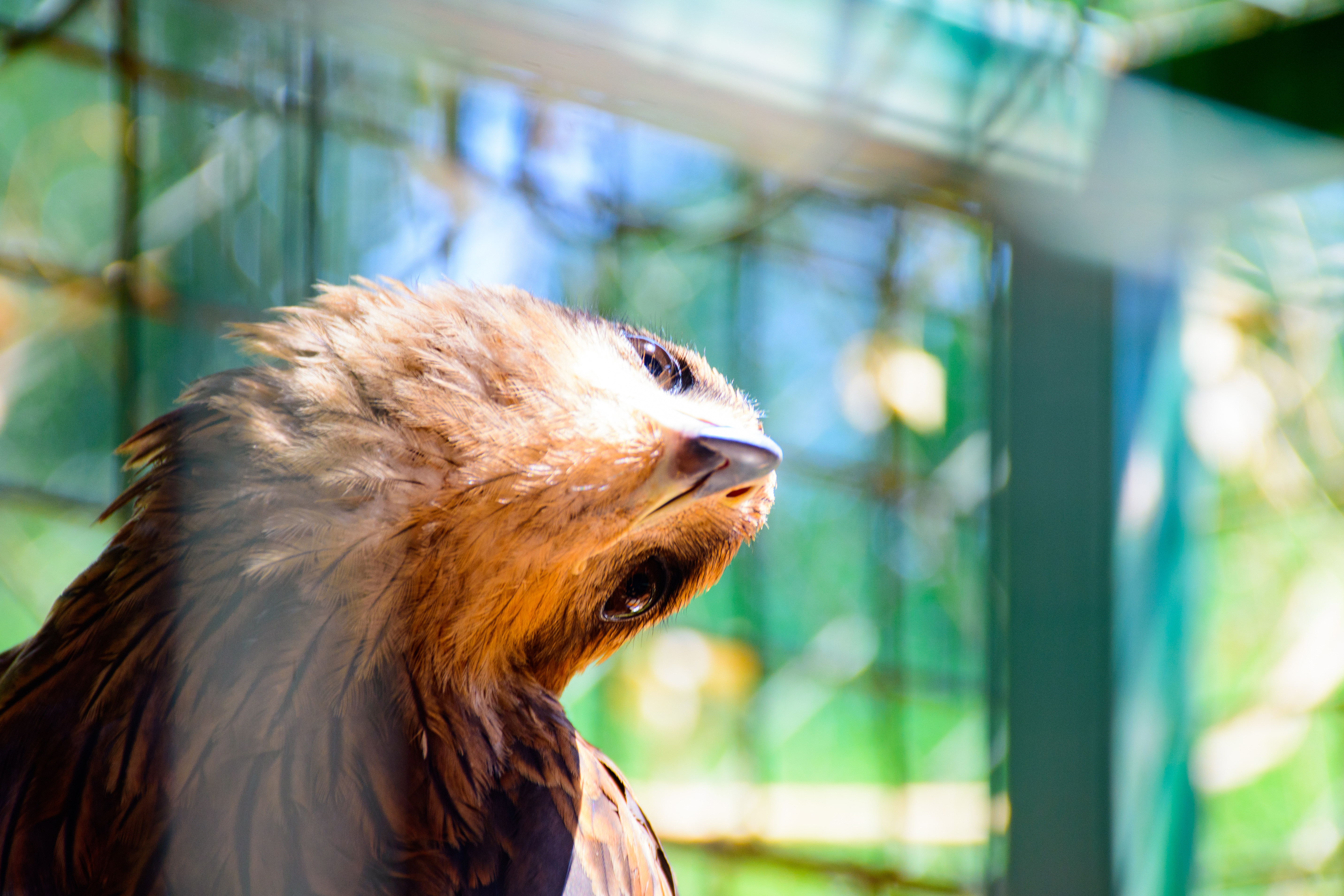
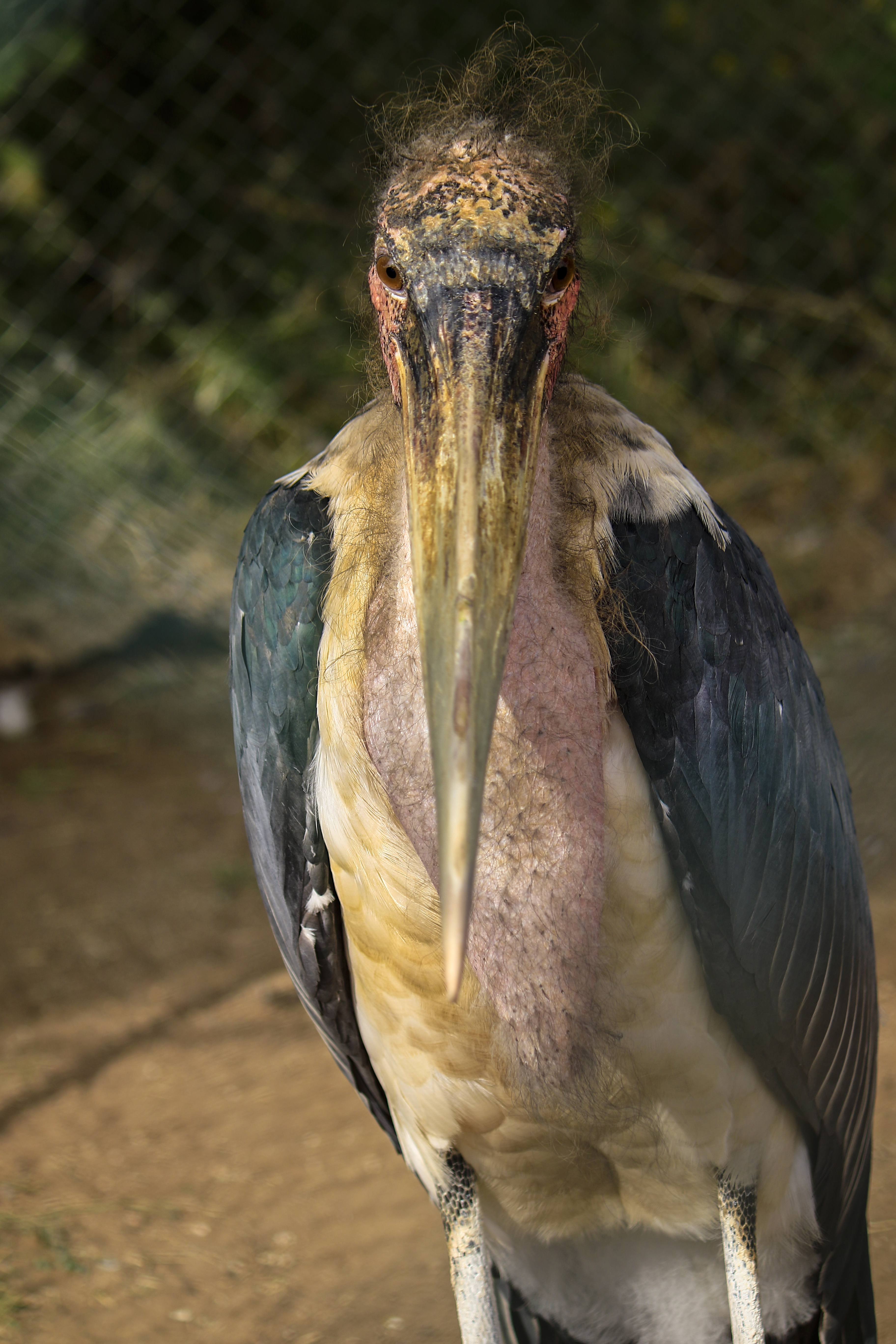
طائر ابو سعن